# Türkiye 2. Futbol Ligi 1974/75
Die Türkiye 2. Futbol Ligi 1974/75 war die 12. Spielzeit der zweithöchsten türkischen Spielklasse im professionellen Männer-Fußball. Sie wurde am 21. September 1974 mit dem 1. Spieltag begonnen und am 25. Mai 1975 mit dem 30. und letzten Spieltag abgeschlossen.
In der Saison 1974/75 wurde die TFF 1. Lig wie in der Vorsaison auch in zwei Gruppen mit jeweils 16 Mannschaften unterteilt. Insgesamt spielten 32 Mannschaft in zwei Gruppen um den Aufstieg in die Süper Lig beziehungsweise gegen den Abstieg in die damals drittklassigen TFF 3. Lig. Als einzige Änderung zur Vorsaison wurde die Absteigerzahl von vier auf zwei reduziert. Neben den beiden Tabellenersten beider Gruppen die direkt in die Süper Lig aufstiegen, sollten fortan nur die Mannschaften auf den letzten Tabellenplätzen in die drittklassige 3. Lig absteigen. 
Zu Saisonbeginn waren zu den von der vorherigen Saison verbleibenden 28 Mannschaften die zwei Absteiger aus der Süper Lig Mersin İdman Yurdu, Vefa Istanbul und die vier Aufsteiger aus der damals drittklassigen TFF 3. Lig MKE Kırıkkalespor, Çorumspor, DÇ Karabükspor, Rizespor hinzugekommen. Kırıkkalespor und Çorumspor nahmen damit das erste Mal am Wettbewerb der 2. Lig teil.
Orduspor erreichte die Meisterschaft der Gruppe Rot und damit die erste Teilnahme an der Süper Lig. In der Gruppe Weiß sicherte sich Balıkesirspor die Meisterschaft und nahm auch das erste Mal an der Süper teil. Der türkische Fußballverband ließ durch ein Entscheidungsspiel zwischen den beiden Erstplatzierten den Meister der Liga bestimmen. In dieser Begegnung traf Orduspor gegen Balıkesirspor an und konnte mit einem 4:1-Sieg die Meisterschaft für sich entscheiden. Der türkische Fußballverband erklärte aber im Nachhinein beide Vereine als Meister der TFF 1. Lig.
Zum Saisonende stand aus der Roten Gruppe İstanbulspor und aus der der Weißen Gruppe Uşakspor als Absteiger fest. Damit stieg İstanbulspor zum ersten Mal in seiner Vereinshistorie in die dritthöchste türkische Spielklasse ab.

## Gruppe Rot (Kırmızı Grup)

### Tabelle
| Pl. | Verein                 | Sp. | S  | U  | N  | Tore    | Diff. | Punkte |
| --- | ---------------------- | --- | -- | -- | -- | ------- | ----- | ------ |
| 1.  | Orduspor               | 30  | 15 | 11 | 4  | 038:130 | +25   | 41:19  |
| 2.  | Gaziantepspor          | 30  | 14 | 10 | 6  | 031:180 | +13   | 38:22  |
| 3.  | Mersin İdman Yurdu (A) | 30  | 14 | 6  | 10 | 036:230 | +13   | 34:26  |
| 4.  | Kocaelispor            | 30  | 12 | 9  | 9  | 027:230 | +4    | 33:27  |
| 5.  | DÇ Karabükspor (N)     | 30  | 11 | 11 | 8  | 021:200 | +1    | 33:27  |
| 6.  | Manisaspor             | 30  | 11 | 10 | 9  | 023:210 | +2    | 32:28  |
| 7.  | MKE Kırıkkalespor (N)  | 30  | 8  | 13 | 9  | 029:260 | +3    | 29:31  |
| 8.  | Sarıyer GK             | 30  | 8  | 13 | 9  | 025:250 | ±0    | 29:31  |
| 9.  | Malatyaspor            | 30  | 8  | 13 | 9  | 021:260 | −5    | 29:31  |
| 10. | Antalyaspor            | 30  | 9  | 10 | 11 | 024:240 | ±0    | 28:32  |
| 11. | Sakaryaspor            | 30  | 8  | 12 | 10 | 020:230 | −3    | 28:32  |
| 12. | Hatayspor              | 30  | 10 | 7  | 13 | 022:320 | −10   | 27:33  |
| 13. | Konyaspor              | 30  | 9  | 8  | 13 | 020:320 | −12   | 26:34  |
| 14. | Denizlispor            | 30  | 8  | 10 | 12 | 023:390 | −16   | 26:34  |
| 15. | Eskişehir Demirspor    | 30  | 8  | 9  | 13 | 022:280 | −6    | 25:35  |
| 16. | İstanbulspor           | 30  | 8  | 6  | 16 | 021:300 | −9    | 22:38  |

Platzierungskriterien: 1. Punkte – 2. Tordifferenz – 3. geschossene Tore – 4. Direkter Vergleich (Punkte, Tordifferenz, geschossene Tore)
| (A) | Absteiger aus der 1. Lig 1973/74                     |
| (N) | Neuaufsteiger aus der Türkiye 3. Futbol Ligi 1973/74 |

### Kreuztabelle
Die Kreuztabelle stellt die Ergebnisse aller Spiele dieser Saison dar. Die Heimmannschaft ist in der linken Spalte, die Gastmannschaft in der oberen Zeile aufgelistet.
| 2012/13 Gruppe Rot  | Orduspor | Gaziantepspor | Mersin İdman Yurdu | Kocaelispor | DÇ Karabükspor | Manisaspor | MKE Kırıkkalespor | Sarıyer GK | Malatyaspor | Antalyaspor | Sakaryaspor | Hatayspor | Konyaspor | Denizlispor | Eskişehir Demirspor | İstanbulspor |
| ------------------- | -------- | ------------- | ------------------ | ----------- | -------------- | ---------- | ----------------- | ---------- | ----------- | ----------- | ----------- | --------- | --------- | ----------- | ------------------- | ------------ |
| Orduspor            |          | 4:0           | 2:1                | 1:0         | 0:0            | 0:0        | 5:2               | 2:0        | 2:0         | 1:0         | 2:0         | 2:0       | 3:0       | 2:0         | 1:0                 | 2:0          |
| Gaziantepspor       | 1:1      |               | 2:0                | 4:0         | 3:0            | 0:0        | 1:0               | 1:0        | 1:0         | 2:0         | 0:0         | 1:1       | 2:0       | 1:1         | 2:2                 | 1:0          |
| Mersin İdman Yurdu  | 2:1      | 0:0           |                    | 2:0         | 0:0            | 1:2        | 2:0               | 1:0        | 4:0         | 2:0         | 2:0         | 1:0       | 0:1       | 4:0         | 1:0                 | 3:1          |
| Kocaelispor         | 0:0      | 1:0           | 1:0                |             | 2:1            | 2:0        | 1:1               | 0:2        | 2:0         | 2:2         | 1:0         | 4:0       | 1:0       | 3:0         | 1:0                 | 0:0          |
| DÇ Karabükspor      | 2:1      | 1:0           | 1:0                | 1:0         |                | 1:1        | 1:0               | 1:0        | 2:0         | 1:1         | 1:1         | 1:0       | 0:0       | 1:0         | 1:0                 | 1:0          |
| Manisaspor          | 1:2      | 1:0           | 0:3                | 1:0         | 1:0            |            | 0:1               | 1:0        | 2:0         | 1:1         | 0:0         | 2:0       | 4:0       | 2:1         | 0:0                 | 1:0          |
| MKE Kırıkkalespor   | 0:0      | 0:1           | 2:1                | 2:0         | 1:1            | 0:0        |                   | 0:0        | 0:0         | 0:0         | 1:0         | 4:0       | 3:0       | 4:0         | 0:1                 | 0:0          |
| Sarıyer GK          | 2:2      | 1:0           | 1:1                | 1:1         | 1:1            | 2:0        | 1:1               |            | 1:1         | 2:1         | 1:1         | 2:1       | 3:1       | 1:1         | 1:0                 | 0:0          |
| Malatyaspor         | 0:0      | 1:1           | 0:0                | 0:1         | 3:1            | 0:0        | 1:1               | 1:0        |             | 1:0         | 2:0         | 1:1       | 2:0       | 0:0         | 2:1                 | 1:0          |
| Antalyaspor         | 0:0      | 1:2           | 2:0                | 2:1         | 0:0            | 1:0        | 2:0               | 0:0        | 0:0         |             | 1:1         | 2:1       | 2:0       | 0:1         | 2:0                 | 1:0          |
| Sakaryaspor         | 0:0      | 1:1           | 1:0                | 1:0         | 0:0            | 0:1        | 4:0               | 2:0        | 0:1         | 0:0         |             | 0:0       | 2:1       | 0:0         | 1:0                 | 1:0          |
| Hatayspor           | 0:0      | 0:1           | 3:0                | 0:1         | 1:0            | 1:0        | 1:0               | 1:0        | 1:1         | 1:0         | 0:0         |           | 1:0       | 3:0         | 2:0                 | 1:0          |
| Konyaspor           | 1:0      | 0:0           | 0:1                | 1:1         | 1:1            | 3:1        | 1:1               | 0:0        | 0:0         | 1:0         | 1:0         | 3:1       |           | 2:0         | 0:0                 | 1:0          |
| Denizlispor         | 1:0      | 0:1           | 0:0                | 0:0         | 1:0            | 2:1        | 0:0               | 1:2        | 1:1         | 2:0         | 4:1         | 1:1       | 2:1       |             | 2:2                 | 2:1          |
| Eskişehir Demirspor | 0:0      | 0:1           | 3:3                | 0:0         | 1:0            | 0:0        | 2:2               | 1:0        | 2:1         | 0:2         | 1:0         | 3:0       | 0:1       | 2:0         |                     | 1:0          |
| İstanbulspor        | 0:2      | 2:1           | 0:1                | 1:1         | 1:0            | 0:0        | 0:3               | 1:1        | 2:1         | 2:1         | 2:3         | 2:0       | 1:0       | 3:0         | 2:0                 |              |

## Gruppe Weiß (Beyaz Grup)

### Tabelle
| Pl. | Verein                | Sp. | S  | U  | N  | Tore    | Diff. | Punkte |
| --- | --------------------- | --- | -- | -- | -- | ------- | ----- | ------ |
| 1.  | Balıkesirspor         | 30  | 17 | 6  | 7  | 038:220 | +16   | 40:20  |
| 2.  | Şekerspor             | 30  | 13 | 10 | 7  | 037:240 | +13   | 36:24  |
| 3.  | Ankara Demirspor      | 30  | 14 | 5  | 11 | 032:240 | +8    | 33:27  |
| 4.  | Aydınspor             | 30  | 14 | 4  | 12 | 032:290 | +3    | 32:28  |
| 5.  | Beykozspor            | 30  | 11 | 9  | 10 | 023:250 | −2    | 31:29  |
| 6.  | İskenderunspor        | 30  | 10 | 10 | 10 | 021:270 | −6    | 30:30  |
| 7.  | Sivasspor             | 30  | 12 | 5  | 13 | 039:310 | +8    | 29:31  |
| 8.  | Tirespor              | 30  | 12 | 5  | 13 | 035:350 | ±0    | 29:31  |
| 9.  | Altınordu Izmir       | 30  | 10 | 9  | 11 | 033:340 | −1    | 29:31  |
| 10. | Rizespor (N)          | 30  | 11 | 7  | 12 | 028:410 | −13   | 29:31  |
| 11. | Çorumspor (N)         | 30  | 11 | 6  | 13 | 036:340 | +2    | 28:32  |
| 12. | Gençlerbirliği Ankara | 30  | 11 | 6  | 13 | 033:330 | ±0    | 28:32  |
| 13. | Kütahyaspor           | 30  | 9  | 9  | 12 | 031:320 | −1    | 27:33  |
| 14. | Konya İdman Yurdu     | 30  | 10 | 7  | 13 | 026:310 | −5    | 27:33  |
| 15. | Vefa Istanbul (A)     | 30  | 10 | 7  | 13 | 019:290 | −10   | 27:33  |
| 16. | Uşakspor 1            | 30  | 7  | 11 | 12 | 020:320 | −12   | 23:37  |

Platzierungskriterien: 1. Punkte – 2. Tordifferenz – 3. geschossene Tore – 4. Direkter Vergleich (Punkte, Tordifferenz, geschossene Tore)
| (A) | Absteiger aus der 1. Lig 1973/74                     |
| (N) | Neuaufsteiger aus der Türkiye 3. Futbol Ligi 1973/74 |

### Kreuztabelle
Die Kreuztabelle stellt die Ergebnisse aller Spiele dieser Saison dar. Die Heimmannschaft ist in der linken Spalte, die Gastmannschaft in der oberen Zeile aufgelistet.
| 2012/13 Gruppe Weiß   | Balıkesirspor |     | Ankara Demirspor | Aydınspor | Beykozspor | İskenderunspor | Sivasspor | Tirespor | Altınordu Izmir | Rizespor | Çorumspor | Gençlerbirliği Ankara | Kütahyaspor | Konya İdman Yurdu | Vefa Istanbul | Uşakspor |
| --------------------- | ------------- | --- | ---------------- | --------- | ---------- | -------------- | --------- | -------- | --------------- | -------- | --------- | --------------------- | ----------- | ----------------- | ------------- | -------- |
| Balıkesirspor         |               | 2:0 | 2:0              | 2:0       | 1:0        | 1:1            | 1:0       | 0:0      | 3:0             | 2:0      | 1:0       | 1:0                   | 1:0         | 3:0               | 1:0           | 1:0      |
| Şekerspor             | 1:2           | Ş   | 2:0              | 4:1       | 1:0        | 3:1            | 1:0       | 0:0      | 1:0             | 3:1      | 1:0       | 0:0                   | 3:0         | 1:0               | 4:1           | 1:1      |
| Ankara Demirspor      | 1:0           | 1:2 | DS               | 0:0       | 2:1        | 2:1            | 1:0       | 2:1      | 1:0             | 3:0      | 1:0       | 3:2                   | 1:0         | 4:1               | 5:1           | 2:0      |
| Aydınspor             | 1:2           | 1:0 | 1:0              | AYD       | 5:1        | 2:0            | 2:1       | 1:0      | 2:0             | 2:0      | 2:0       | 1:2                   | 3:0         | 1:0               | 1:0           | 3:0      |
| Beykozspor            | 4:1           | 0:0 | 1:0              | 1:0       | BK         | 0:0            | 1:2       | 1:0      | 2:1             | 1:0      | 1:1       | 0:0                   | 1:0         | 0:0               | 1:0           | 0:0      |
| İskenderunspor        | 1:0           | 0:0 | 0:0              | 1:0       | 0:0        | İSK            | 1:0       | 2:1      | 1:1             | 2:1      | 1:0       | 1:0                   | 1:2         | 1:0               | 0:0           | 0:0      |
| Sivasspor             | 2:0           | 3:1 | 1:0              | 3:0       | 2:0        | 1:1            | SİV       | 5:0      | 2:1             | 5:0      | 2:1       | 3:0                   | 0:0         | 1:0               | 0:0           | 0:0      |
| Tirespor              | 1:1           | 1:1 | 2:0              | 1:0       | 1:0        | 1:0            | 1:0       | TİR      | 2:4             | 6:1      | 2:2       | 1:0                   | 3:1         | 5:2               | 2:1           | 1:0      |
| Altınordu Izmir       | 1:3           | 1:1 | 1:0              | 1:1       | 1:1        | 3:1            | 2:0       | 2:1      | AO              | 2:1      | 3:1       | 2:0                   | 0:0         | 0:0               | 3:1           | 0:0      |
| Rizespor              | 2:3           | 3:2 | 0:0              | 0:1       | 2:1        | 0:0            | 3:1       | 2:0      | 1:0             | RİZ      | 3:2       | 1:0                   | 1:0         | 1:0               | 1:0           | 1:1      |
| Çorumspor             | 1:1           | 1:1 | 2:0              | 1:0       | 2:0        | 2:1            | 3:1       | 0:1      | 3:0             | 3:1      | ÇOR       | 1:0                   | 2:1         | 2:0               | 0:1           | 3:2      |
| Gençlerbirliği Ankara | 2:1           | 1:2 | 0:2              | 0:0       | 0:1        | 3:0            | 4:2       | 2:1      | 2:1             | 0:0      | 2:1       | GB                    | 3:1         | 3:2               | 2:0           | 4:1      |
| Kütahyaspor           | 1:1           | 1:1 | 0:0              | 6:0       | 3:0        | 1:2            | 2:1       | 1:0      | 1:1             | 1:1      | 0:0       | 1:0                   | KÜT         | 0:2               | 2:0           | 1:1      |
| Konya İdman Yurdu     | 2:1           | 1:0 | 0:0              | 1:0       | 0:0        | 2:0            | 1:0       | 2:0      | 0:1             | 0:0      | 3:1       | 1:1                   | 1:2         | KİY               | 0:1           | 4:2      |
| Vefa Istanbul         | 1:0           | 1:0 | 1:0              | 1:0       | 0:2        | 0:1            | 4:1       | 1:0      | 1:1             | 0:0      | 0:0       | 0:0                   | 2:0         | 0:0               | V             | 1:0      |
| Uşakspor              | 0:0           | 0:0 | 2:1              | 1:1       | 0:2        | 1:0            | 0:0       | 1:0      | 1:0             | 0:1      | 2:1       | 2:0                   | 0:3         | 0:1               | 2:0           |          |

## Meisterschaftsbegegnung
Der türkische Fußballverband ließ durch ein Entscheidungsspiel zwischen den beiden Erstplatzierten den Meister der Liga bestimmen. In dieser Begegnung trat Orduspor gegen Balıkesirspor an und konnte durch einen 4:1-Sieg die Meisterschaft gewinnen. Der türkische Fußballverband erklärte aber im Nachhinein beide Vereine als Meister der TFF 1. Lig.
| Orduspor                                                       | Orduspor | Balıkesirspor | Balıkesirspor |
| -------------------------------------------------------------- | --- | --- | ------------- |
| Orduspor                                                       | \| Meisterschaftsfinale \| \| 31. Mai 1975 um 18:00 Uhr in Ankara (Ankara 19 Mayıs Stadyumu) \| \| Ergebnis: 4:1 (1:0) \| \| Schiedsrichter: Teoman Parer \| \| Spielbericht \|                                                 | \| Meisterschaftsfinale \| \| 31. Mai 1975 um 18:00 Uhr in Ankara (Ankara 19 Mayıs Stadyumu) \| \| Ergebnis: 4:1 (1:0) \| \| Schiedsrichter: Teoman Parer \| \| Spielbericht \|                                | Balıkesirspor |
| Orduspor                                                       | Öner Piroğlu – İsmail Taşkınsu, Fikret Ayabakan, Salih Aydoğan, Erol Çakır (Hasan Kılıç) – Cihat Genç (Aydın Yıldırım), Turgay Güney, Üstün Seçkin Türközer, Erol Fikri Can – Arif Güney, Murat Ataşan Cheftrainer: Kadri Aytaç | Bülent Önasya (Hüsnü) – Enver Tuna, Sedat Kocadereli, Sezer Aktulay – Oktay Akgün, Abdullah Işıldak, Reşit Koşar, Ahmet Ali Tel (Faik Bıkmaz), Veli Tekin – Özer Umdu, Sabri Göz Cheftrainer: Rıdvan Kösemihal | Balıkesirspor |
| Orduspor                                                       | 1:0 Murat Ataşan (8.) 2:0 Erol Fikri Can (47.) 3:0 Aydın Yıldırım (68.) 4:0 Erol Fikri Can (74.) | 4:1 Özer Umdu (90.) | Balıkesirspor |
| Orduspor                                                       | Orduspor ist durch diesen Sieg Meister der TFF 1. Lig geworden. | | Balıkesirspor |
| Meisterschaftsfinale                                           | | |               |
| 31. Mai 1975 um 18:00 Uhr in Ankara (Ankara 19 Mayıs Stadyumu) | | |               |
| Ergebnis: 4:1 (1:0)                                            | | |               |
| Schiedsrichter: Teoman Parer                                   | | |               |
| Spielbericht                                                   | | |               |